# Marvin Schöpf
Marvin Schöpf (* 10. März 1998) ist ein österreichischer Fußballspieler.

## Karriere
Schöpf begann seine Karriere beim SK Wilten. 2008 wechselte er in die Jugend des FC Wacker Innsbruck. 2013 kam er in die Akademie des FC Red Bull Salzburg, in der er bis 2016 spielte.
Zur Saison 2016/17 wechselte er zum Regionalligisten USK Anif. Im Juli 2016 debütierte er in der Regionalliga, als er am zweiten Spieltag jener Saison gegen den TSV St. Johann in der 85. Minute für Eyüp Erdogan eingewechselt wurde. Seinen ersten Treffer für Anif erzielte er im Oktober 2016 bei einem 7:1-Sieg gegen den FC Hard.
Zur Saison 2017/18 kehrte Schöpf zu Wacker Innsbruck zurück, wo er bereits in seiner Jugend gespielt hatte, und schloss sich der Zweitmannschaft des Vereins an. Mit Wacker Innsbruck II stieg er zu Saisonende in die 2. Liga auf.
Sein Debüt in der zweithöchsten Spielklasse gab er im August 2018, als er am zweiten Spieltag der Saison 2018/19 gegen den SKU Amstetten in der 69. Minute für Alexander Kogler eingewechselt wurde.
Im Jänner 2019 wechselte er zum viertklassigen SC Imst.